# Bodenschneid
Die Bodenschneid ist ein 1668 m ü. NHN hoher Berg in den Schlierseer Bergen im Mangfallgebirge, einem Teil der bayerischen Voralpen.

## Lage und Umgebung
Sie erhebt sich zwischen Tegernsee, Schliersee und Spitzingsee und liegt damit im südlichen Landkreis Miesbach genau an der Grenze zwischen den Gemeinden Rottach-Egern im Westen und Schliersee im Osten.
Die Bodenschneid ist ein langgezogener, oben freier Bergrücken mit steilen Abbrüchen nach Norden hin. Nordwestlich des Gipfels trägt ein Bergkamm namens Peißenberg die wenig bekannten Erhebungen Rinnerspitz, Wasserspitz und Rainerkopf. Auf der Südseite des Gipfelkamms erstreckt sich das Weidegebiet der Bodenalm.
Das Gipfelkreuz (mit Buch) ist eines der größten in Bayern. Der wenig niedrigere Ostgipfel (1.653 m) ist ebenfalls mit einem Kreuz geschmückt.
Rund 300 m unter dem höchsten Punkt liegt nordwestlich die Rettenböckalm mit dem ganzjährig bewirtschafteten Bodenschneidhaus, einer Unterkunftshütte des Deutschen Alpenvereins.

## Besteigung
Der Gipfel ist vom Bahnhof Fischhausen-Neuhaus am Südufer des Schliersees auf direktem Weg über das Bodenschneidhaus oder über die Freudenreichalm und den Freudenreichsattel oder vom Spitzingsattel über die untere Firstalm (wahlweise über den Suttenstein und den Südgrat oder um die Krettenburg herum über den Nordsteig), vom Spitzingsattel über die obere Firstalm und den Nordsteig, vom Suttengebiet (Moni-Alm) oder von Enterrottach (im Südosten des Tegernsees, Gemeinde Rottach-Egern) aus als Bergwanderung erreichbar. Der kürzeste Anstieg vom Stümpfling (Sesselbahnen von Sutten und Spitzing) am Suttenstein vorbei über den sanft ansteigenden Südrücken dauert eineinhalb Stunden.
Im Winter zieht es viele Skitourengeher und Schneeschuhwanderer von Fischhausen über das Bodenschneidhaus herauf, dies ist der klassische Normalanstieg, zunächst durch viel Wald bis zur Hütte und schließlich recht steil auf den freien Gipfel.

## Geschichte
Am Peißenberg beim Sattel zwischen Rinnerspitz und Wasserspitz wurde der Wildschütz Georg Jennerwein am 6. November 1877 erschossen. Dort befindet sich eine Gedenktafel.

## Bilder

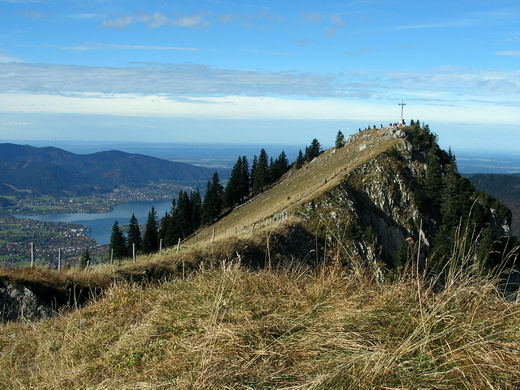
Gipfel
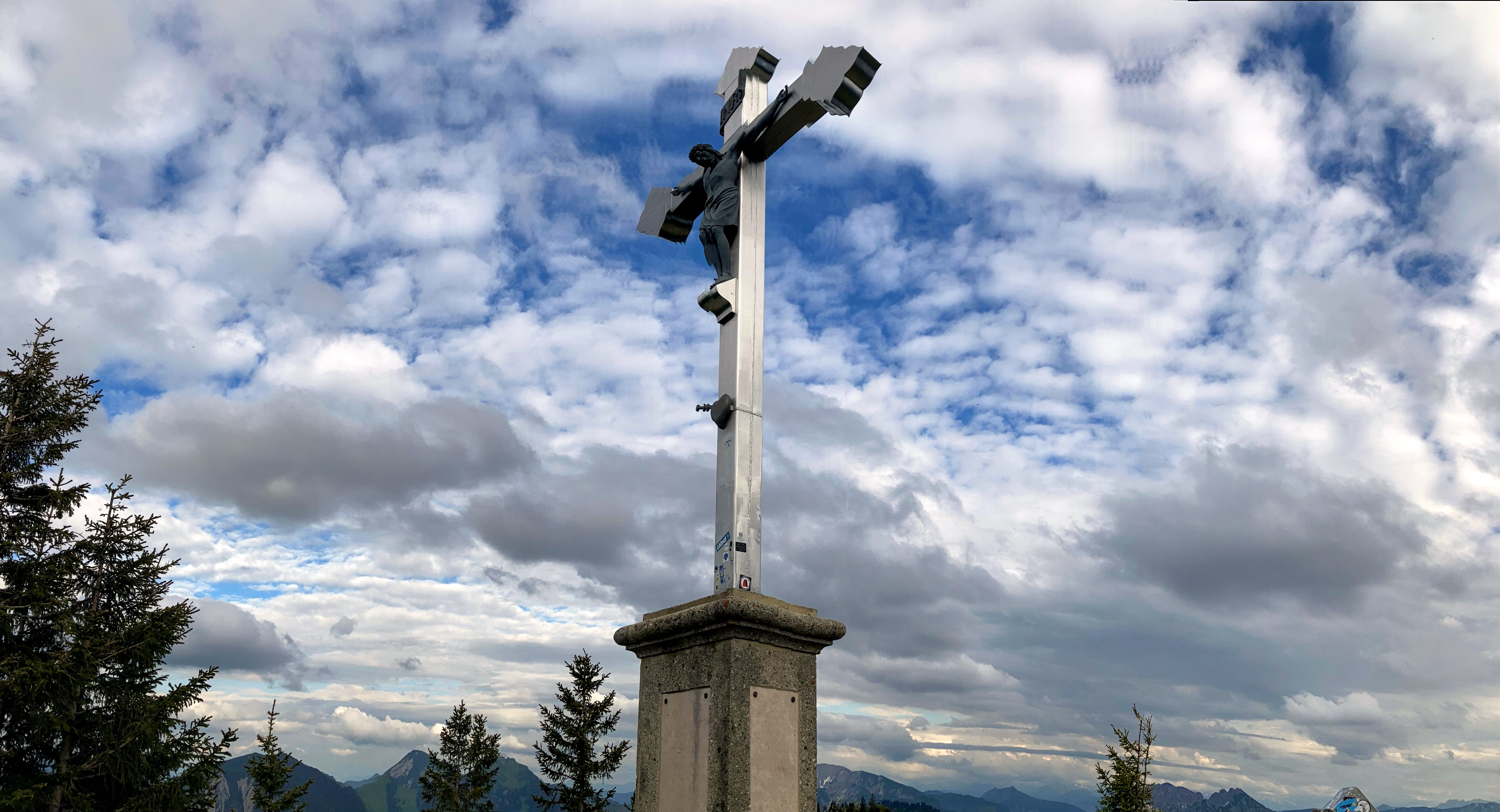
Bodenschneid, Gipfelkreuz
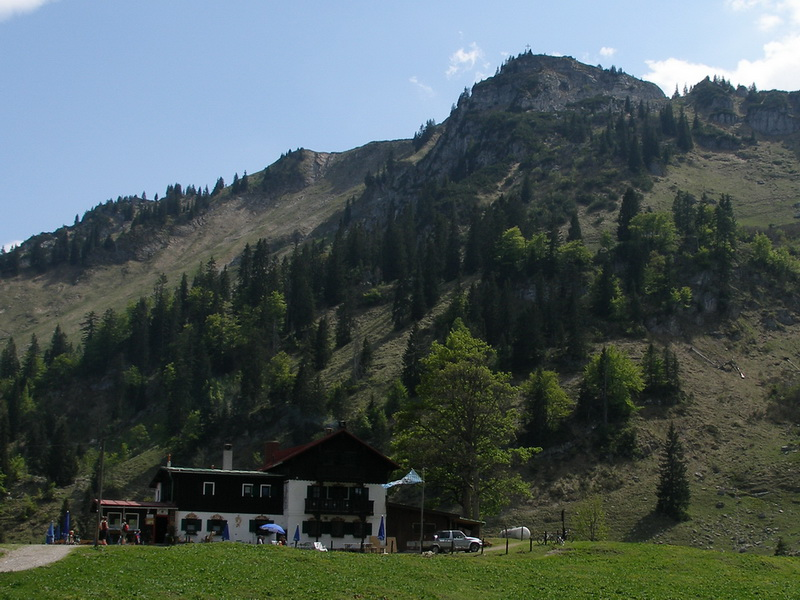
Bodenschneidhaus mit Gipfel
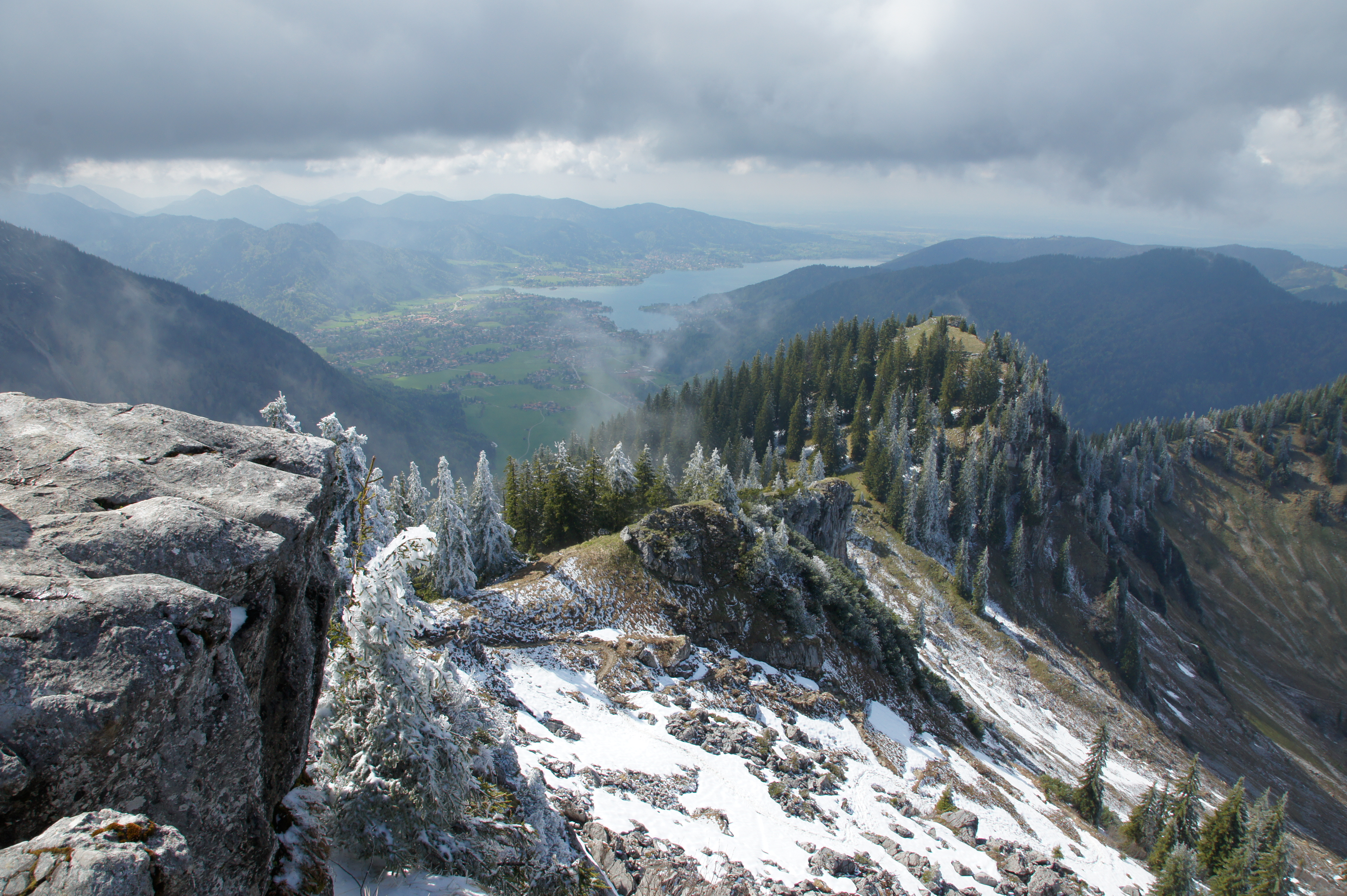
Bild von der Bodenschneid auf den Tegernsee im Frühling während einer kurzen Winterrückkehr